# Otto Leiber
Otto Ferdinand Leiber (* 11. Mai 1878 in Straßburg; † 27. Januar 1958 in St. Georgen im Schwarzwald) war ein deutscher Maler, Grafiker und Bildhauer.

## Werdegang
Leiber wurde als Sohn eines Justizrates geboren. Er studierte an den Universitäten in Straßburg und München Psychologie und Biologie und erlernte daneben bei Heinrich Wolff-Zimmermann (einem späteren Professor an der Königsberger Kunstakademie) das Radieren. Von 1901 bis 1903 studierte er in der Akt-Klasse der Karlsruher Kunstakademie bei Ludwig Schmidt-Reutte und wurde als Meisterschüler bei dem Akademie-Direktor Hans Thoma aufgenommen. Seine ersten Grafiken und Gemälde – überwiegend Porträtstudien und Landschaften – ließen noch den Einfluss von Thoma erkennen, ebenso wie seine keramischen Malereien für die Großherzogliche Majolika-Manufaktur in Karlsruhe.
1911 zog er von Karlsruhe nach München, wo er von Friedrich Volz in figürliche Studien und Bildhauerei unterrichtet wurde. Daneben machte er Studienreisen in die Mittelmeerländer, nach Nordafrika bis nach Konstantinopel (dem heutigen Istanbul) und in den Kaukasus, aber auch nach Paris, in die Schweiz, Österreich und in die nordischen Länder bis nach Island und Spitzbergen. 1912 stellte er mit dem Deutschen Künstlerbund in der Kunsthalle Bremen aus. 1913 heiratete er Elisabeth Freiin von Babo. Aus der Ehe gingen zwei Jungen und zwei Mädchen hervor. 1915 zog die Familie nach Berlin, 1920 siedelte sie nach Buchenberg bei Königsfeld im Schwarzwald über. Zusammen mit Kunsthandwerkern gründete Leiber die Gesellschaft für Schwarzwälder Volks- und Eigenkunst GmbH, die kunsthandwerkliche Arbeiten herstellte. Aus dieser Zeit stammt auch von ihm persönlich entworfenes Kunsthandwerk. Die Gesellschaft überlebte die Inflation von 1923 nicht.
1928 errichtete er mit bescheidenen Mitteln ein eigenes Haus mit großem Garten und Atelier in Buchenberg-Obermartinsweiler („Haus im Rosenhag“). Dort verbrachte er seine produktivste Lebensphase. Trotz wirtschaftlich und politisch schwieriger Zeiten erhielt er viele Aufträge von zum Teil namhaften Persönlichkeiten. Nach dem Ende des Zweiten Weltkriegs war für ihn der Neuanfang schwer. Die letzten zwölf Jahre lebte er von gelegentlichen Aufträgen zurückgezogen in seinem „Haus im Rosenhag“. Im Januar 1958 starb Leiber nach längerer schwerer Krankheit.
Otto Ferdinand Leiber war Mitglied im Deutschen Künstlerbund.

## Werk

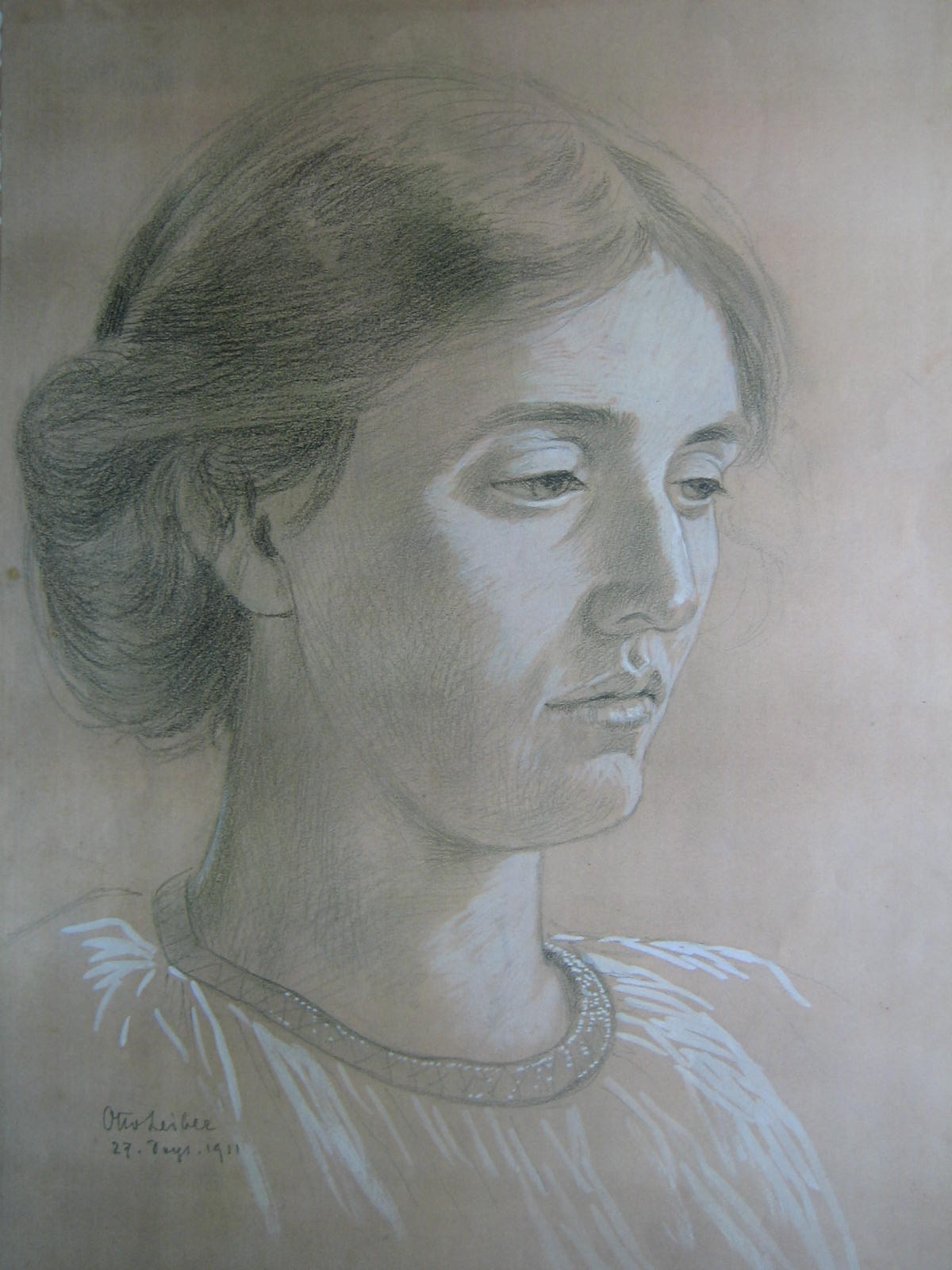
„Martha Mendelssohn-Bartholdy“, Otto Leiber, Bleistiftzeichnung, 29 × 41 cm

Leibers Werk umfasst Gemälde, Grafiken, Köpfe von Holzpuppen, Plastiken aus den verschiedensten Materialien und bildhauerische Arbeiten. Bekannt sind seine Büsten von Albert Schweitzer, Hans Spemann (für das Zoologische Institut in Freiburg), Admiral Tirpitz, Robert Bosch, den Gebrüdern Mannesmann, Alfred Bassermann, Walter Buch, Romain Rolland und August Pauly. Zu manchen der Porträtierten hatte er freundschaftliche Verbindungen, insbesondere zu Albert Schweitzer, der in der Nähe seines Ateliers in Königsfeld für seine Familie ein Haus hatte erbauen lassen.
Leiber distanzierte sich zeitlebens vom Expressionismus und der Abstrakten Kunst. Sein Hang zur Ästhetik entsprach nach 1933 dem Geschmack der Nationalsozialisten. Er erhielt einige Aufträge der Reichsregierung. Das Gemälde Der Sämann, entstanden 1935 und im Privatbesitz von Adolf Hitler, verbrannte bei Kriegsende in der Reichskanzlei. An den Großen deutschen Kunstausstellungen in München nahm Leiber mit Gemälden und Bronze-Plastiken teil. Erhalten gebliebene Werke Leibers aus dieser Zeit, die er nicht im Auftrag, sondern privat gemalt hatte, drücken oft seine Empfindungen und Beklemmungen bis hin zur Depression aus.
Er hinterließ 2200 bis 2500 Gemälde und eine unbekannte Anzahl von Grafiken, einige davon ständig oder zeitweise in Museen. Es existiert kein Werkverzeichnis. Die Werke Leibers reichen von Porträtstudien und Stillleben bis zu Landschaften und Städteansichten, von über 2 m langen und 1,50 m hohen Großgemälden bis zu feinen Kabinettarbeiten von nur wenigen Zentimetern im Rechteck.
Gelegentlich sind Werke des Künstlers im Auktionshandel anzutreffen. Das Werk Verlassene Hofstatt, 1909, Radierung im Format 28 × 44 cm, ist im Besitz des British Museum in London.